# Šentjakob, Velikovec
Šentjakob (nemško St. Jakob) je naselje v Občini Velikovec v Okraju Velikovec na Koroškem v Avstriji.